# Mayridia iliensis
Mayridia iliensis är en stekelart som beskrevs av Svetlana N. Myartseva 1983. Mayridia iliensis ingår i släktet Mayridia och familjen sköldlussteklar.
Artens utbredningsområde är Kazakstan. Inga underarter finns listade i Catalogue of Life.